# Леонидовская церковь (Уфа)
Леонидовская церковь — уничтоженная православная церковь во имя святого Леонида Коринфского подворья Михаило-Архангельского женского монастыря в городе Уфе.
Ныне на её месте жилой дом по улице Ленина, 72/Достоевского, 65, возле гимназии № 39. Фотографий церкви не найдены.

## Описание
Небольшая однопрестольная кирпичная церковь, без колокольни — её колокола висели во дворе на двух высоких столбах. При церкви находилась большая усадьба с помещениями из четырёх комнат для общежития игуменьи, монахинь, послушниц, малолетних сирот и одиноких стариц; с каретником, конюшней, амбаром, колодцем, дровником, погребом и яблоневым садом. Усадебное место, занимаемое церковью и надворными постройками, равнялось 324 саженям.

## История
Построена в 1910 году по инициативе купца Л. Четкова на подворье Михаило-Архангельского женского монастыря в городе Уфе. Освящена 16 февраля 1910 года.
Закрыта в 1923 году. Снесена в 1950-х годах, позднее на её месте построен пятиэтажный жилой дом с кафетерием и столовой.

## Галерея

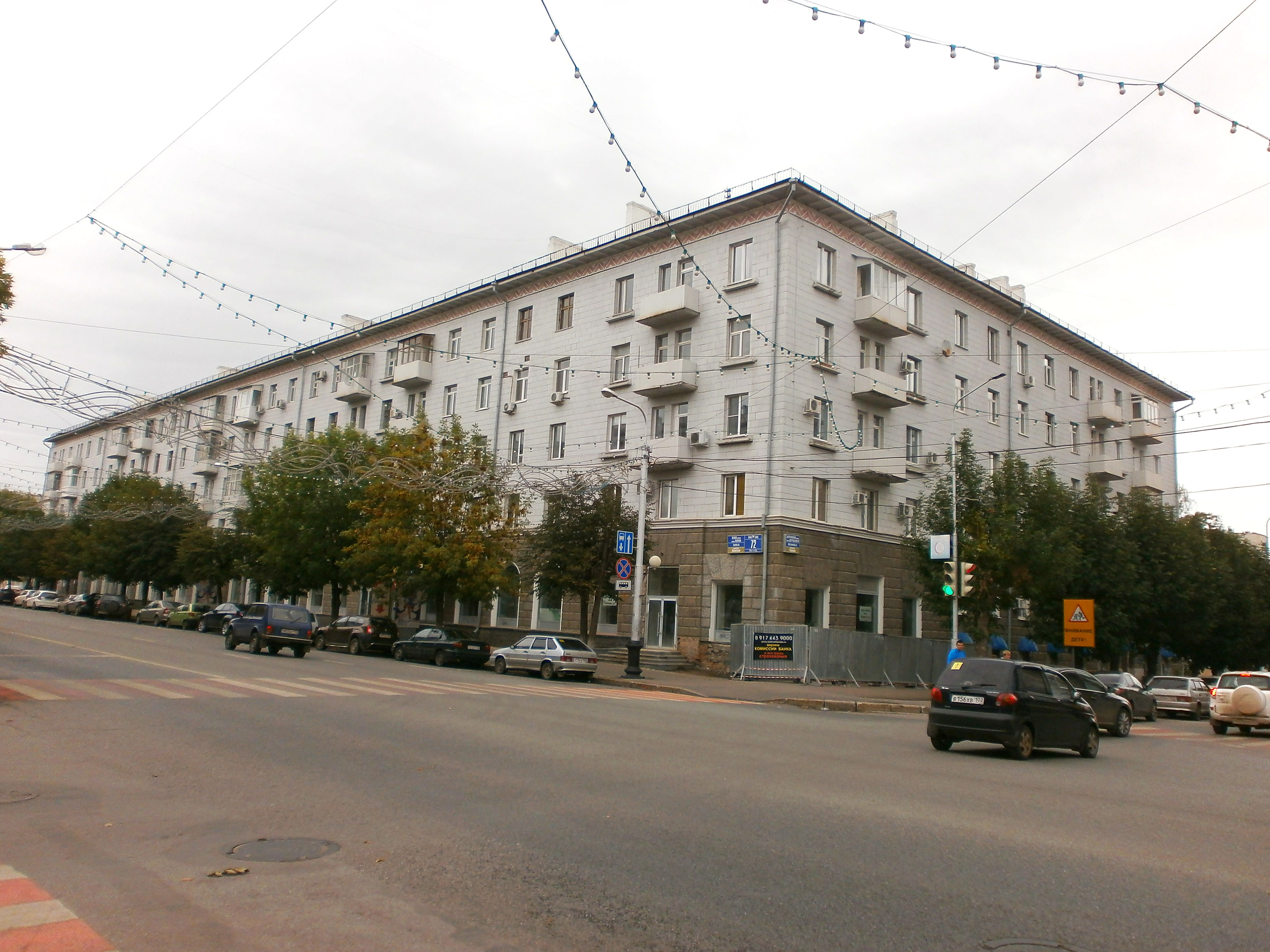
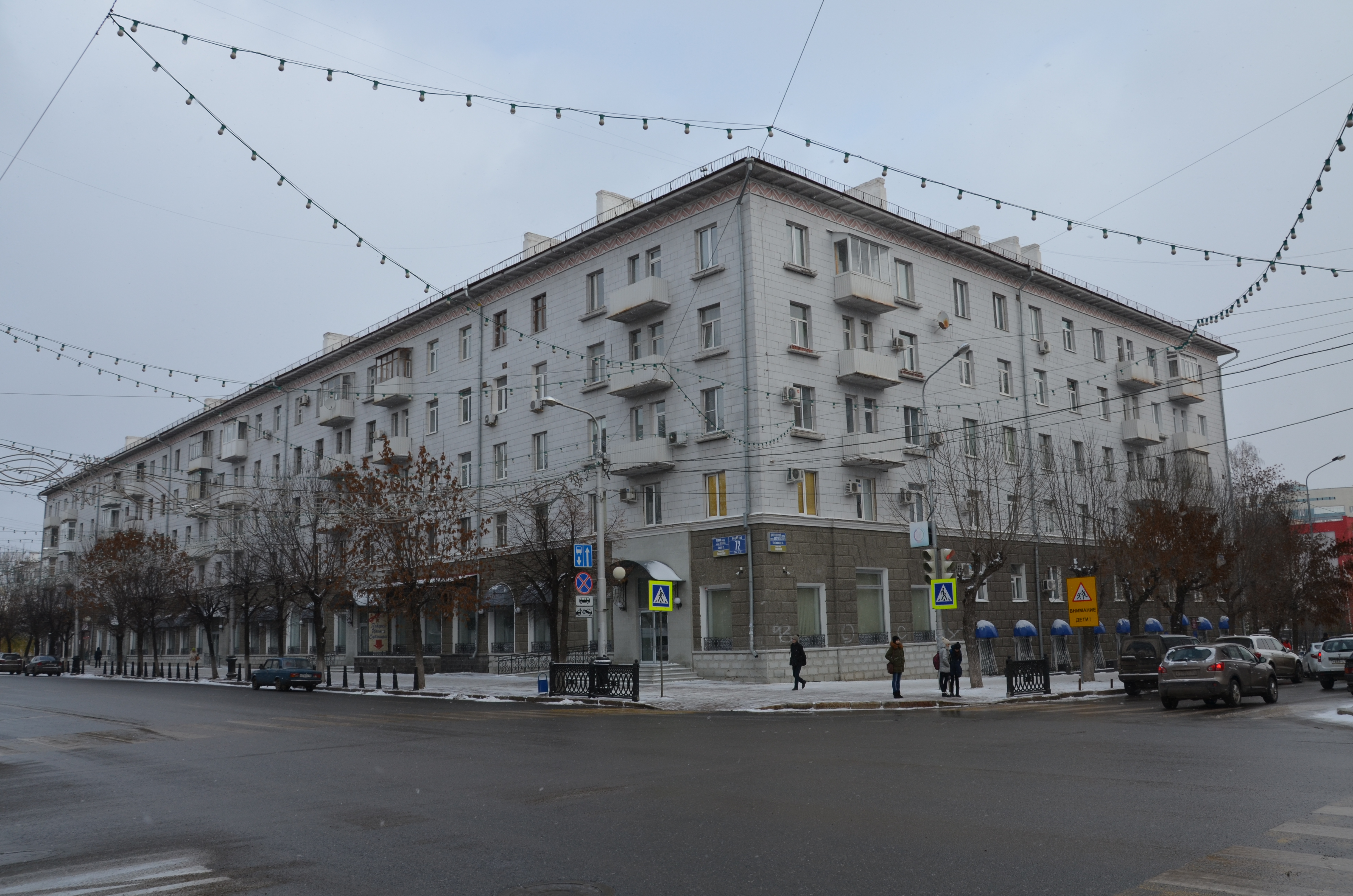